# Maddalena di Hohenzollern
Maddalena di Hohenzollern (1412 – Scharnebeck, 27 ottobre 1454) fu una principessa del Brandeburgo e duchessa consorte di Brunswick-Lüneburg.

## Biografia
Era la prima figlia di Federico I di Brandeburgo e di Elisabetta di Baviera-Landshut.
Suoi nonni paterni erano Federico V di Norimberga e Elisabetta di Meißen.
Suoi nonni materni erano invece il duca di Baviera Federico di Baviera e la milanese Maddalena Visconti.
Maddalena era dunque discendente di due grandi dinastie germaniche: i Wittelsbach e gli Hohenzollern.
Venne data in moglie al duca Federico II di Brunswick-Lüneburg che sposò a Tangermünde il 3 luglio 1429.

## Discendenza
Federico e Maddalena ebbero tre figli:
- Bernardo II (1432-9 febbraio 1464), duca di Braunschweig-Lüneburg;
- Ottone V (1438-8 gennaio 1471), duca di Braunschweig-Lüneburg;
- Margherita (1442-8 aprile 1512), duchessa di Meclemburgo-Stargard.

## Ascendenza
|                                |                       |                           | Genitori                               |  |  | Nonni |  |  | Bisnonni                  |  |  | Trisnonni                 |  |
|                                |                       |                           |                                        |  |  |       |  |  | Giovanni II di Norimberga |  |  | Federico IV di Norimberga |  |
|                                |                       |                           |                                        |  |  |       |  |  | Giovanni II di Norimberga |  |  | Federico IV di Norimberga |  |
|                                |                       | Margherita di Carinzia    |                                        |  |  |       |  |  | Giovanni II di Norimberga |  |  |                           |  |
| Federico V di Norimberga       |                       |                           |                                        |  |  |       |  |  | Giovanni II di Norimberga |  |  |                           |  |
|                                |                       | Elisabetta di Henneberg   | Bertoldo VII di Henneberg-Schleusingen |  |  |       |  |  |                           |  |  |                           |  |
|                                |                       | Elisabetta di Henneberg   | Bertoldo VII di Henneberg-Schleusingen |  |  |       |  |  |                           |  |  |                           |  |
|                                |                       | Elisabetta di Henneberg   | Adelaide d'Assia                       |  |  |       |  |  |                           |  |  |                           |  |
| Federico I di Brandeburgo      |                       | Elisabetta di Henneberg   |                                        |  |  |       |  |  |                           |  |  |                           |  |
|                                |                       | Federico II di Meißen     | Federico I di Meißen                   |  |  |       |  |  |                           |  |  |                           |  |
|                                |                       | Federico II di Meißen     | Federico I di Meißen                   |  |  |       |  |  |                           |  |  |                           |  |
|                                |                       | Federico II di Meißen     | Elisabetta di Lobdeburg                |  |  |       |  |  |                           |  |  |                           |  |
| Elisabetta di Meißen           |                       | Federico II di Meißen     |                                        |  |  |       |  |  |                           |  |  |                           |  |
|                                |                       | Matilde di Baviera        | Ludovic IV del S.R.I.                  |  |  |       |  |  |                           |  |  |                           |  |
|                                |                       | Matilde di Baviera        | Ludovic IV del S.R.I.                  |  |  |       |  |  |                           |  |  |                           |  |
|                                |                       | Matilde di Baviera        | Beatrice di Slesia-Glogau              |  |  |       |  |  |                           |  |  |                           |  |
| Maddalena di Hohenzollern      |                       | Matilde di Baviera        |                                        |  |  |       |  |  |                           |  |  |                           |  |
|                                | Stefano II di Baviera | Ludovico IV il Bavaro     |                                        |  |  |       |  |  |                           |  |  |                           |  |
|                                | Stefano II di Baviera | Ludovico IV il Bavaro     |                                        |  |  |       |  |  |                           |  |  |                           |  |
|                                | Stefano II di Baviera | Beatrice di Slesia-Glogau |                                        |  |  |       |  |  |                           |  |  |                           |  |
| Federico di Baviera-Landshut   | Stefano II di Baviera |                           |                                        |  |  |       |  |  |                           |  |  |                           |  |
|                                |                       | Isabella d'Aragona        | Federico III d'Aragona                 |  |  |       |  |  |                           |  |  |                           |  |
|                                |                       | Isabella d'Aragona        | Federico III d'Aragona                 |  |  |       |  |  |                           |  |  |                           |  |
|                                |                       | Isabella d'Aragona        | Eleonora d'Angiò                       |  |  |       |  |  |                           |  |  |                           |  |
| Elisabetta di Baviera-Landshut |                       | Isabella d'Aragona        |                                        |  |  |       |  |  |                           |  |  |                           |  |
|                                |                       | Bernabò Visconti          | Stefano Visconti                       |  |  |       |  |  |                           |  |  |                           |  |
|                                |                       | Bernabò Visconti          | Stefano Visconti                       |  |  |       |  |  |                           |  |  |                           |  |
|                                |                       | Bernabò Visconti          | Valentina Doria                        |  |  |       |  |  |                           |  |  |                           |  |
| Maddalena Visconti             |                       | Bernabò Visconti          |                                        |  |  |       |  |  |                           |  |  |                           |  |
|                                |                       | Beatrice della Scala      | Mastino II della Scala                 |  |  |       |  |  |                           |  |  |                           |  |
|                                |                       | Beatrice della Scala      | Mastino II della Scala                 |  |  |       |  |  |                           |  |  |                           |  |
|                                |                       | Beatrice della Scala      | Taddea da Carrara                      |  |  |       |  |  |                           |  |  |                           |  |
|                                |                       | Beatrice della Scala      |                                        |  |  |       |  |  |                           |  |  |                           |  |